# 카나케
카나케(Canace)는 그리스 신화에 나오는 아이올로스의 딸이다. 헬렌의 아들 아이올로스가 에나레테와 결혼하여 태어난 딸로서, 알키오네, 페이시디케, 칼리케, 클레오불레, 페리메데의 자매이며, 시시포스, 크레테우스, 살모네우스, 아타마스, 마그네스, 페리에레스, 마카레우스의 누이이다. 오빠인 마카레우스와 사랑에 빠져 근친상간을 저질렀으며, 이로 인해 아버지에게 살해당하였다고도 하고 스스로 자살했기도 한다. 카나케가 죽자 마카레우스도 뒤를 따라 자살하였다.